# 22. oktober
22. oktober je 295. dan leta (296. v prestopnih letih) v gregorijanskem koledarju. Ostaja še 70 dni.

## Dogodki
- 1383 – portugalska nasledstvena kriza, 1383-1385: Kralj Fernando umre brez, da bi zapustil naslednika, sledi obdobje kaosa in državljanske vojne
- 1746 – v New Jerseyju ustanovljen kolidž, ki se kasneje preimenuje v univerzo Princeton
- 1764 – Združeno kraljestvo z zmago v bitki pri Baksarju potrdi nadvlado nad Bengalijo in Biharjem
- 1797 – Andre-Jacques Garnerin nad Parizom kot prvi človek skoči s padalom, z višine 1.000 m
- 1883 – New York: odprtje Metropolitanske opere
- 1914 – ZDA začno ekonomsko podpirati antanto
- 1922 – pojavi se prekmursko-madžarski propagadni tednik Mörszka krajina s Števana Küharja z Markišavec (od leta 1927 so ga napisali samo v madžarščini z naslovom Muravidék)
- 1928 – v Parizu premierno izvedejo Ravelov Bolero
- 1936 – v Španiji ustanovljene mednarodne brigade, med njimi tudi približno 500 Slovencev, ki se v državljanski vojni bojujejo proti Francu
- 1940 – srečanje Adolf Hitler-Pierre Laval
- 1944 – v Metliki poteka prvi občni zbor Slovenskega časnikarskega društva
- 1957 – Vietnamska vojna: pade prva ameriška žrtev vojne
- 1960 – po dolgoletni nadvladi Francije postane Mali neodvisna država
- 1962 – kubanska raketna kriza: ameriški predsednik Kennedy oznani blokado Kube
- 1964 – Jean-Paul Sartre zavrne Nobelovo nagrado za književnost
- 1975 – Venera: pristajalni modul vesoljske ladje Venera 9 pristane na planetu
- 2008 – Indija v vesolje izstreli svoje prvo vesoljsko plovilo

## Rojstva
- 1071 – Vilijem IX. Akvitanski, vojvoda in trubadur († 1126)
- 1197 – cesar Džuntoku, 84. japonski cesar († 1242)
- 1511 – Erasmus Reinhold, nemški astronom, matematik († 1553)
- 1587 – Joachim Jungius, nemški matematik in filozof († 1657)
- 1734 – Daniel Boone, ameriški pionir in lovec († 1820)
- 1809 – Federico Ricci, italijanski skladatelj († 1877)
- 1811 – Franz Liszt, madžarski skladatelj († 1886)
- 1812 – Luigi Carlo Farini, italijanski zdravnik, zgodovinar, državnik († 1866)
- 1822 – Friedrich Wilhelm Gustav Spörer, nemški astronom († 1895)
- 1844 – Sarah Bernhardt, francoska gledališka igralka († 1923)
- 1867 – Ivan Žolger, slovenski pravnik in diplomat († 1925)
- 1870 – Ivan Aleksejevič Bunin, ruski pisatelj, nobelovec 1933 († 1953)
- 1881 – Clinton Joseph Davisson, ameriški fizik, nobelovec 1937 († 1958)
- 1887 – John Silas Reed, ameriški pesnik, novinar, revolucionar († 1920)
- 1893 – Ernst Julius Öpik, estonski astronom († 1985)
- 1895 – Rolf Herman Nevanlinna, finski matematik († 1980)
- 1903 – George Wells Beadle, ameriški genetik in nobelovec († 1989)
- 1911 – Kristina Brenk, slovenska pisateljica in pesnica († 2009)
- 1911 - Severin Šali, slovenski pesnik in prevajalec († 1992)
- 1913 – Robert Capa, ameriški fotograf madžarskega rodu († 1954)
- 1919 – Doris Lessing, angleška pisateljica
- 1920 – Timothy Leary, ameriški pisatelj († 1996)
- 1921 – Aleksander Semjonovič Kronrod, ruski matematik, računalnikar, izumitelj († 1986)
- 1921 - Georges Brassens, francoski šansonjer, pesnik († 1981)
- 1929 – Lev Jašin, ruski sovjetski nogometaš († 1990)
- 1938 – Derek Jacobi, angleški igralec
- 1938 - Christopher Lloyd, ameriški igralec
- 1942 – Bobby Fuller, ameriški rock kitarist († 1966)
- 1943 – Catherine Deneuve, francoska filmska igralka
- 1943 - Wolfgang Thierse, nemški politik in jezikoslovec
- 1949 – Arsène Wenger, francoski nogometni trener
- 1950 – Metka Ravnjak Jauk, slovenska besedilopiska
- 1960 – Darryl Jenifer, ameriški basist (Bad Brains)
- 1960 - Cris Kirkwood, ameriški glasbenik (Meat Puppets)
- 1963 – Brian Anthony Boitano, ameriški umetnostni drsalec
- 1964 – Dražen Petrović, hrvaški košarkar († 1993)
- 1967 – Ulrike Maier, avstrijska alpska smučarka († 1994)
- 1967 - Ron Tugnutt, kanadski hokejist
- 1968 – Shaggy, jamajški glasbenik
- 1969 – Spike Jonze, ameriški filmski režiser in producent
- 1973 – Andrés Palop, španski nogometaš
- 1972 – Arūnas Dulkys, litvanski ekonomist in družboslovec
- 1974 – Miroslav Šatan, slovaški hokejist
- 1975 – Martín Cardetti, argentinski nogometaš
- 1975 - Míchel Salgado, španski nogometaš
- 1983 – Plan B, angleški rapper

## Smrti
- 741 – Karel Martel, frankovski majordom (* 686)
- 1178 – Peter Comestor, francoski teolog in zgodovinar
- 1355 – Konstanca Sicilska, regentinja (* 1324)
- 1565 – Jean Grolier de Servières, francoski bibliofil (* 1479)
- 1604 – Domingo Bañez, španski dominikanski teolog, aristotelijanec (* 1528)
- 1792 – Guillaume Le Gentil, francoski astronom (* 1725)
- 1868 – Miha Kastelic, slovenski pisatelj, pesnik, knjižničar, urednik (* 1796)
- 1904 – Carl Josef Bayer, avstrijski kemik (* 1847)
- 1906 – Paul Cézanne, francoski slikar (* 1839)
- 1915 – sir Andrew Noble, škotski fizik (* 1831)
- 1935 – Komitas Vardapet, armenski duhovnik, skladatelj, muzikolog (* 1869)
- 1965 – Paul Tillich, nemško-ameriški teolog in filozof (* 1886)
- 1973 – Pablo Casals, katalonski (španski) dirigent, skladatelj, violončelist (* 1876)
- 1975 – Arnold Toynbee, britanski zgodovinar (* 1889)
- 1979 – Nadia Juliette Boulanger, francoska dirigentka (* 1887)
- 1985 – Thomas Townsend Brown, ameriški fizik (* 1905)
- 1988 – Mladen Kranjc, slovenski nogometaš (* 1945)
- 1990 – Louis Althusser, francoski marksistični filozof (* 1918)
- 1995 – sir Kingsley Amis, angleški pisatelj (* 1922)
- 2005 – Tony Adams, irski filmski in gledališki producent (* 1953)